# The Sign (Lied)
The Sign ist ein Popsong der schwedischen Gruppe Ace of Base aus dem Jahr 1993, der zu einem weiteren Charthit der Band avancierte. Musik und Text stammen von Jonas Berggren, Produzenten waren Douglas Carr, Jonas Berggren und Denniz PoP.

## Veröffentlichung und Erfolg
Das Lied ist eines von mehreren, die nach der Erstveröffentlichung des Albums Happy Nation aufgenommen wurden. Als Single wurde das Lied in Deutschland im Oktober 1993 veröffentlicht, während es in den USA und Großbritannien erst im Februar 1994 erschien. Der Titel wurde zu einem weltweiten Hit und war Teil der Wiederveröffentlichung des Albums als Happy Nation (US-Version) im November 1993 beziehungsweise der gleichzeitig in den USA mit anderer Titelzusammensetzung veröffentlichten Albumversion The Sign.
Nach wenigen Wochen erreichte die Single The Sign Platz zwei in den britischen Charts, Platz eins in Deutschland und Österreich und für sechs unterbrochene Wochen Platz eins in den US-amerikanischen Billboard Hot 100. The Sign wurde der erste Nummer-eins-Hit für Ace of Base in den USA. Außerdem war es die erste Single nach Men at Works Down Under aus dem Jahre 1982, die mehrmals Platz eins erreichte.
Das Lied erreichte ebenfalls Platz eins der US-amerikanischen Jahrescharts 1994. Das Lied wurde auf Platz 51 der Billboard Hot 100 All-Time Top Songs, der bestplatzierten Songs von 1958 bis 2008, gelistet.

## Musikvideo
Die Regie zum Musikvideo führte Mathias Julin. Es zeigt die Gruppe vor großen Bildeinblendungen singend, eine Fahne wird geschwenkt. Das „Sign“, also das Zeichen, wird als ein digitalisiertes, goldenes und sich drehendes Anch mit einem darin befindlichen Djed-Pfeiler dargestellt.
Zudem wird in einzelnen Szenen eine Geschichte von einem Mann und einer Frau erzählt, bei der diese auf zwei Stühlen nebeneinander sitzen, bis der Mann geht. Er kommt mit einer Rose zurück, die er der Frau gibt und die sie auch annimmt. Die beiden halten sich kurz bei den Händen. Ein Licht scheint jedoch der Frau ins Gesicht, sie wird weggezogen. Die Rose fällt auf den zurückbleibenden Stuhl.

## Weiterverwendung
Das Lied wurde von The Mountain Goats gecovert. Es wurde auch in einer Episode von American Dad, der letzten der fünften Staffel, verwendet. Ausschnitte des Liedes sind darüber hinaus im Film Pitch Perfect als A Cappella-Version zu hören.

## Mitwirkende
- Gesang – Linn Berggren, Jenny Berggren und Jonas Berggren
- Backgroundgesang – Jenny Berggren, Linn Berggren, Jonas Berggren und Douglas Carr
- Songwriting – Jonas Berggren
- Produktion – Denniz Pop, Douglas Carr and Jonas Berggren
- Aufgenommen in den Cheiron Studios

## Charts und Verkaufszahlen

### Charts
The Sign erreichte in Deutschland die Chartspitze der Singlecharts und platzierte sich drei Wochen an ebendieser sowie 13 Wochen in den Top 10 und 29 Wochen in den Charts. Die Single wurde zum vierten Chart- und Top-10-Erfolg sowie nach All That She Wants zum zweiten Nummer-eins-Hit der Band in Deutschland. In den deutschen Airplaycharts konnte sich das Lied ebenfalls neun Wochen an der Chartspitze platzieren, hier ist es nach All That She Wants und Wheel of Fortune der dritte Nummer-eins-Erfolg binnen eines Jahres. 1994 platzierte sich The Sign auf Rang elf der deutschen Single-Jahrescharts.
| ChartsChartplatzierungen       | Höchstplatzierung | Wochen |
| ------------------------------ | ----------------- | ------ |
| Deutschland (GfK)              | 1 (29 Wo.)        | 29     |
| Österreich (Ö3)                | 3 (18 Wo.)        | 18     |
| Schweden (GLF)                 | 2 (21 Wo.)        | 21     |
| Schweiz (IFPI)                 | 4 (26 Wo.)        | 26     |
| Vereinigte Staaten (Billboard) | 1 (41 Wo.)        | 41     |
| Vereinigtes Königreich (OCC)   | 2 (16 Wo.)        | 16     |

| ChartsJahrescharts (1994)      | Platzierung |
| ------------------------------ | ----------- |
| Deutschland (GfK)              | 11          |
| Österreich (Ö3)                | 9           |
| Schweiz (IFPI)                 | 22          |
| Vereinigte Staaten (Billboard) | 1           |

| ChartsJahrescharts (1990–1999) | Platzierung |
| ------------------------------ | ----------- |
| Vereinigte Staaten (Billboard) | 11          |

### Auszeichnungen für Musikverkäufe
| Land/Region                  | Auszeichnungen für Musikverkäufe (Land/Region, Auszeichnung, Verkäufe) | Verkäufe  |
| ---------------------------- | ---------------------------------------------------------------------- | --------- |
| Australien (ARIA)            | Platin                                                                 | 70.000    |
| Dänemark (IFPI)              | Gold                                                                   | 45.000    |
| Deutschland (BVMI)           | Platin                                                                 | 500.000   |
| Neuseeland (RMNZ)            | Platin                                                                 | 10.000    |
| Österreich (IFPI)            | Gold                                                                   | 25.000    |
| Vereinigte Staaten (RIAA)    | Platin                                                                 | 1.100.000 |
| Vereinigtes Königreich (BPI) | Platin                                                                 | 600.000   |
| Insgesamt                    | 2× Gold · 5× Platin ·                                                  | 2.350.000 |

Hauptartikel: Ace of Base/Auszeichnungen für Musikverkäufe